# Двести тысяч карбованцев
Двести тысяч карбованцев  (купоны, купонокарбованцы) — номинал денежных купюр и памятных монет Украины, ходивший на территории страны в 1994-1996 годах.

## Описание
Банкноты номиналом 200 000 карбованцев были изготовлены на Банкнотно-монетном дворе Национального банка Украины в 1994 году.
Банкноты печатались на белой бумаге. Размер банкнот составлял: длина 125 мм, ширина — 56 мм. Водяной знак — изображение малого государственного герба Украины.
На аверсной стороне банкноты справа размещено скульптурное изображение Владимира Великого с крестом, сделанного по мотивам памятника князю в Киеве. В центральной части купюры содержатся надписи (сверху вниз): Украина, Купон, 200 000, украинских карбованцев. В левой части банкноты находится надпись Национальный банк Украины, год выпуска 1994 и изображение малого государственного герба Украины — трезубца.
На реверсной стороне банкноты размещено гравюрное изображение Национальной оперы Украины. Кроме того обратная сторона купюры содержит обозначение номинала — 200 000. Преобладающий цвет на обеих сторонах — лилово-коричневый и голубой.
Банкнота введена в обращение 1 сентября 1994 года, изъята — 16 сентября 1996 года. К моменту начала денежной реформы 1996 года её стоимость составила всего 2 гривны.

## Памятные и юбилейные монеты
В период 1995—1996 годов Национальным банком Украины было выпущено 12 серий монет номиналом 200 000 карбованцев из мельхиора. Все монеты имеют идентичные параметры: вес 14,35 г, диаметр 33 мм, качество чеканки — пруф-лайк, гурт рифленый. Исключение составляет лишь монета 50 лет Организации Объединенных Наций, которая имеет вес 28,28 г при диаметре 38,6 мм, качество печати — анциркулейтед, гурт рифленый.
| Название                                  | Тираж  | Дата выпуска    | Аверс | Реверс |
| ----------------------------------------- | ------ | --------------- | ----- | ------ |
| 10 лет Чернобыльской катастрофы           | 250000 | 25 апреля 1996  |       |        |
| 50 лет Организации Объединенных Наций     | 100000 | 7 марта 1996    |       |        |
| 50 лет победы                             | 250000 | 7 мая 1995      |       |        |
| 100 лет Олимпийских игр современности     | 100000 | 10 июля 1996    |       |        |
| Богдан Хмельницкий                        | 250000 | 19 июля 1995    |       |        |
| Леся Украинка                             | 100000 | 1 марта 1996    |       |        |
| Михаил Грушевский                         | 75000  | 9 августа 1996  |       |        |
| Город-герой Керчь                         | 50000  | 23 августа 1995 |       |        |
| Город-герой Киев                          | 100000 | 23 августа 1995 |       |        |
| Город-герой Одесса                        | 75000  | 23 августа 1995 |       |        |
| Город-герой Севастополь                   | 75000  | 23 августа 1995 |       |        |
| Первое участие в летних Олимпийских играх | 100000 | 10 июля 1996    |       |        |